# 24 Horas de Montjuïc
Las 24 Horas de Montjuïc fue una carrera de motociclismo de resistencia que se disputó entre 1955 y 1986 en el Circuito de Montjuïc de Barcelona, Cataluña, España. El evento era organizado por la Peña Motorista Barcelona a comienzos del mes de julio, y fue conocido también como 24 Horas Internacionales de Montjuïc o 24 Horas Motociclistas de Montjuïc.
A lo largo de su historia la prueba alcanzó un gran prestigio internacional, siendo desde 1960 puntuable para el Campeonato Mundial de Motociclismo de Resistencia en sus diferentes denominaciones, hasta que en 1982 se produjo un boicot de las principales escuderías y la FIM la apartó del campeonato a partir de 1983 al considerar que el circuito había quedado desfasado. Aun así, las 24 horas siguieron celebrándose hasta 1986, año en el que un trágico accidente provocó la definitiva cancelación. A partir de 1995 la carrera se reanudó, esta vez en el Circuito de Montmeló con el nombre de 24 Horas Motociclistas de Cataluña.

## Historia

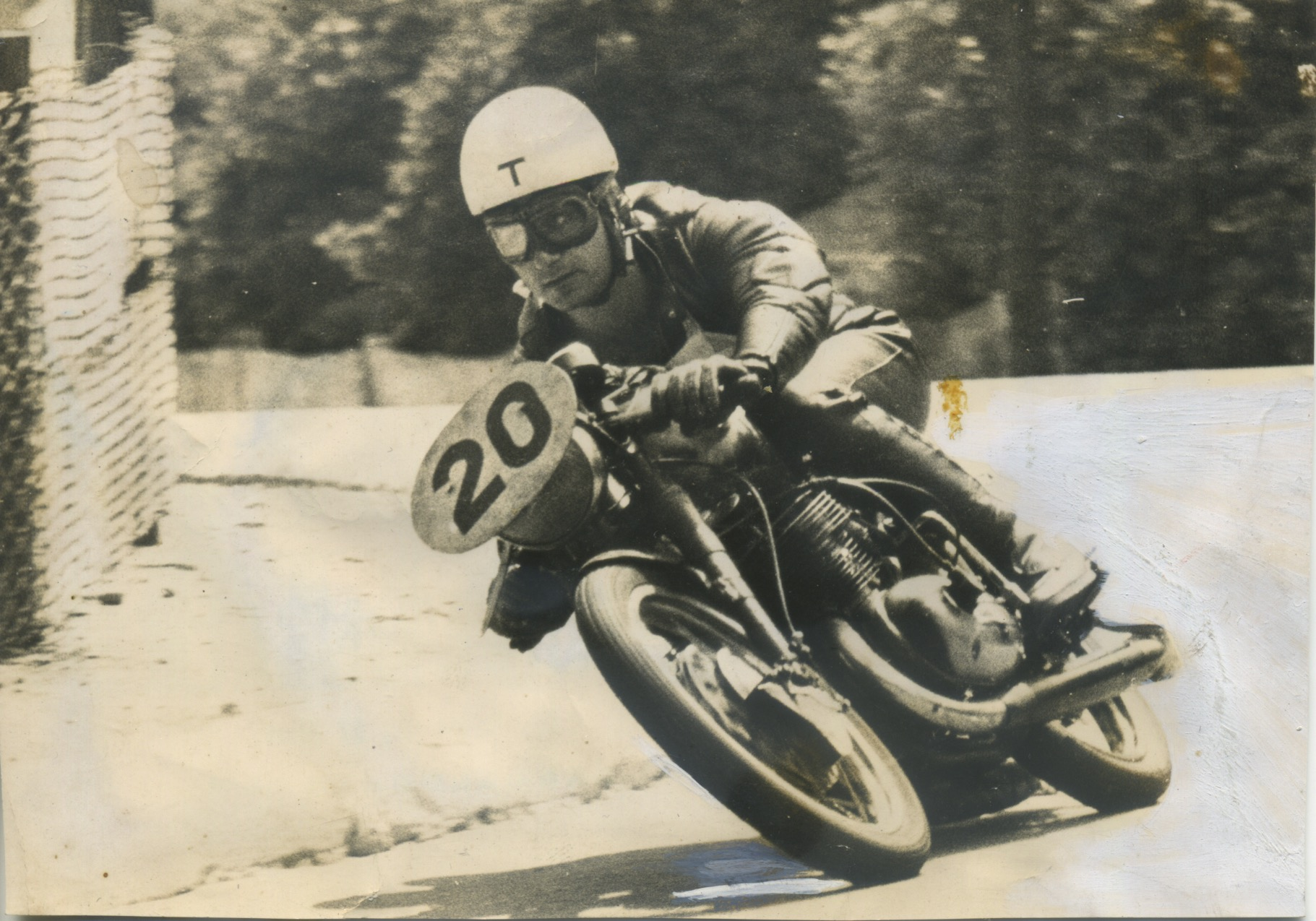
Paco Tombas con la Derbi 350 en la edición de 1958

La Peña Motorista Barcelona, entidad fundada en 1947, decidió organizar en 1955 una carrera de velocidad de larga duración en el que se pusieran a prueba la fuerza física de los pilotos y el rendimiento mecánico de las motocicletas, nacieron así las 24 horas. La idea inicial se le había ocurrido a Francesc Xavier Bultó, inspirándose en las 24 Horas de Le Mans, y se lo había sugerido al presidente de la Peña, Marià Cugueró, un año antes.
El primer reglamento definido estipulaba que las motocicletas debían ser de serie y los equipos debían estar formados por dos pilotos, cada uno de los cuales tenía que pilotar la moto un mínimo de seis horas totales y un máximo de seis sin interrupción. A los boxes solo podían ser el copiloto, un delegado del equipo, un mecánico y el encargado del aprovisionamiento. Se permitían las reparaciones durante la carrera, pero no el cambio de piezas. La salida se haría como Le Mans (a moto parada y arranque a correr hacia ella los pilotos desde el otro lado de la calzada). Para las primeras ediciones se definieron una serie de cinco categorías, entregándose un trofeo al equipo ganador de cada una de ellas: 100cc (superior a 75cc), 125cc, 250cc, 350cc y 500cc.

La primera edición se disputó el 3 de julio de 1955 en el circuito de la montaña de Montjuic, con Enrique L. Massé como director de carrera y 45 equipos participantes, casi todos catalanes. Los ganadores, Juan Soler Bultó y Josep Maria Llobet, "Turuta", con una Montesa Brío 125 cc de serie, fueron hacer 510 vueltas al circuito, recorriendo 1935.922 km a una velocidad media de 80,663 km/h.

### Primeras ediciones
Al cabo de tres años de haberse instituido, la carrera ganó la internacionalidad. El primer equipo foráneo a triunfar a él, formado por los italianos Gandosi y Spaggiari con una Ducati 125 cc, elevó la distancia recorrida a 2.228,902 km, a una media de 92.870 km/h.
En 1959 se produjo la primera victoria de una motocicleta de gran cilindrada, la BMW 600 de los británicos Daniel y Darvill, pero sin poder superar el récord establecido por la Ducati 125 cc de Gandosi y Spaggiari. Aquel año empieza la historia trágica de la carrera, al morir Conrad Cadirat, uno de los mejores pilotos de entonces, tras caer y ser atropellado por el piloto que le seguía. Se daba la circunstancia de que pocos meses antes la promesa de Sillería, la gimnasta Olga Soler, había muerto en un accidente de aviación (el mismo en que murió Joaquín Blume). A partir de entonces se instituyó el Trofeo Cadirat, en memoria del infortunado piloto.

### Copa y Campeonato de Europa

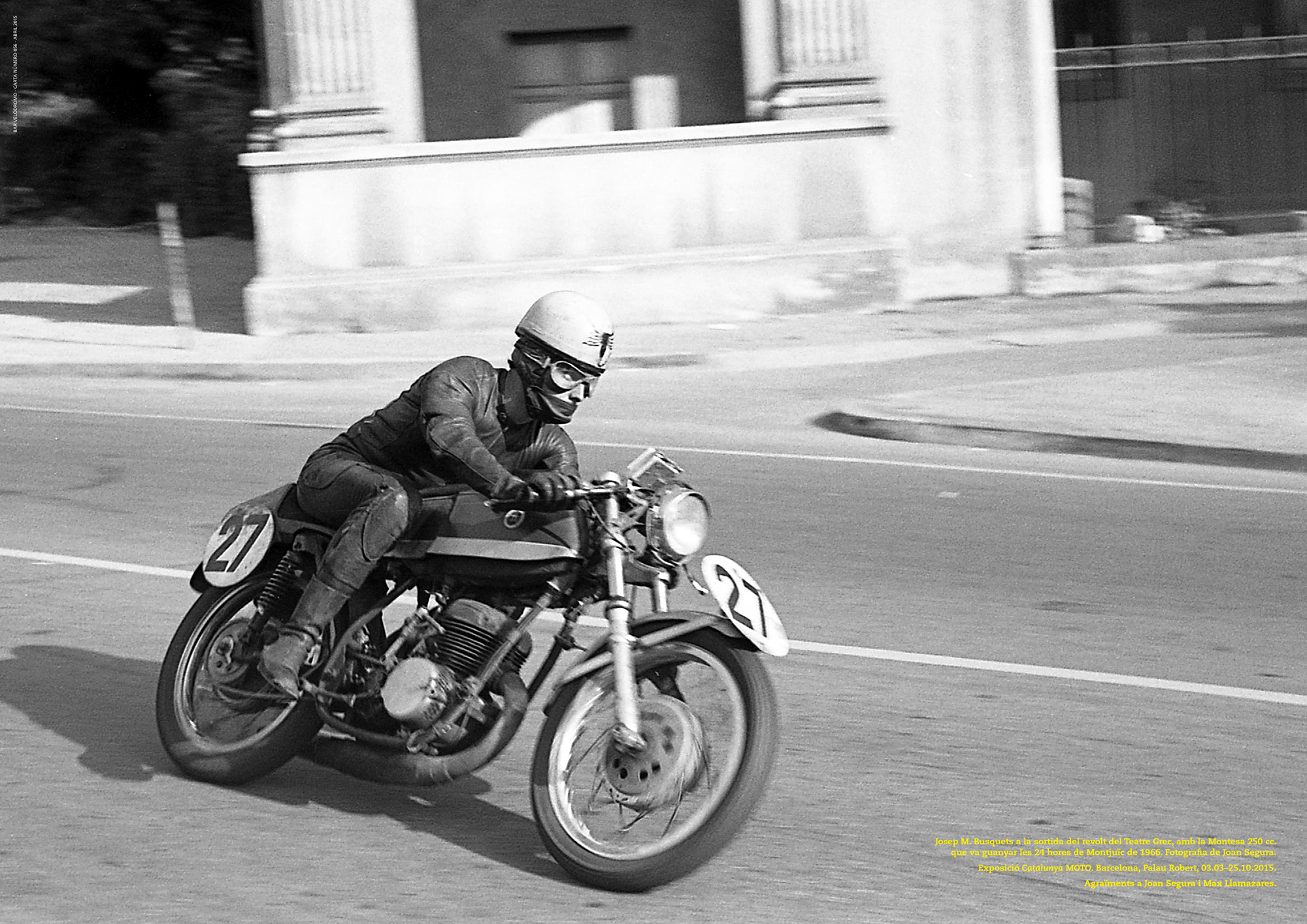
Josep Maria Busquets con la Montesa Impala 250 camino de la victoria en la edición de 1966

En la sexta edición, en 1960, las "24 Horas Motociclistas de Montjuic" eran puntuables para la I Copa de Europa ( "Copa FIM"), competición establecida por la FIM dada la importancia que iban tomando internacionalmente las carreras de resistencia. Las otras pruebas del calendario eran el Bol de Oro, las "500 Millas de Thruxton" (en Hampshire) y las "24 Horas de Warsage" (en Dalhem). Aquel año, la BMW 600 ganadora, pilotada por los británicos Darvill y Price, subió el récord a 2.325,5 km y la media a 96,897 km/h. En 1966, Josep Maria Busquets y el italiano Francesco Villa, con una Montesa Impala 250 cc, superaron la barrera de los 100 km/h de media, estableciendo el récord en 102.047 km/h.
En 1976, la Copa de Europa se convirtió Campeonato de Europa, con las 24 Horas de Montjuic como una de las pruebas destacadas del calendario. Con los años, el predominio de las máquinas inferiores al "medio litro" (500cc) acabó definitivamente, dando paso a potentes motocicletas de cilindradas superiores, llegando al máximo la rivalidad con la entrada en escena de las marcas japonesas (Honda, Kawasaki, Suzuki y Japauto), que se disputaban el triunfo con las europeas (BMW, Ducati, Laverda y Guzzi, habiendo quedado en minoría las catalanas Montesa, Bultaco y OSSA).

### 1980, Campeonato del Mundo
En 1980, la carrera fue incluida en el Campeonato del Mundo de Resistencia, manteniendo en ella la titularidad hasta 1982, en que un boicot de los pilotos franceses dio lugar a que la FIM vetara Montjuic para este campeonato a partir de la temporada siguiente, 1983.
El circuito de Montjuic se había convertido en obsoleto debido a las potentes mecánicas y las grandes velocidades que permitían alcanzar (con medias de 120 km/h), que comprometían seriamente la seguridad de participantes y público. Así, una vez Barcelona ya había perdido el Gran Premio de automovilismo y el de Motociclismo por los mismos motivos, la ciudad volvía a perder un evento deportivo de primer orden.

### Últimos años
Los organizadores, sin embargo, no se arrugan y en 1983 volvieron a programar la carrera, a pesar de no ser puntuable para ningún campeonato internacional. Desgraciadamente, las 24 Horas ya estaban sentenciadas y en 1986, con la trágica muerte de Mingo Parés, se acabó asumiendo la realidad. Las 24 Horas no se volverían a celebrar más en la "Montaña Mágica" y deberían esperar a la inauguración del Circuito de Montmeló, en 1991, para volverse a celebrar a partir de 1995, ahora ya un emplazamiento específicamente pensado para la práctica de este deporte con todo tipo de medidas de seguridad.

## Actualidad

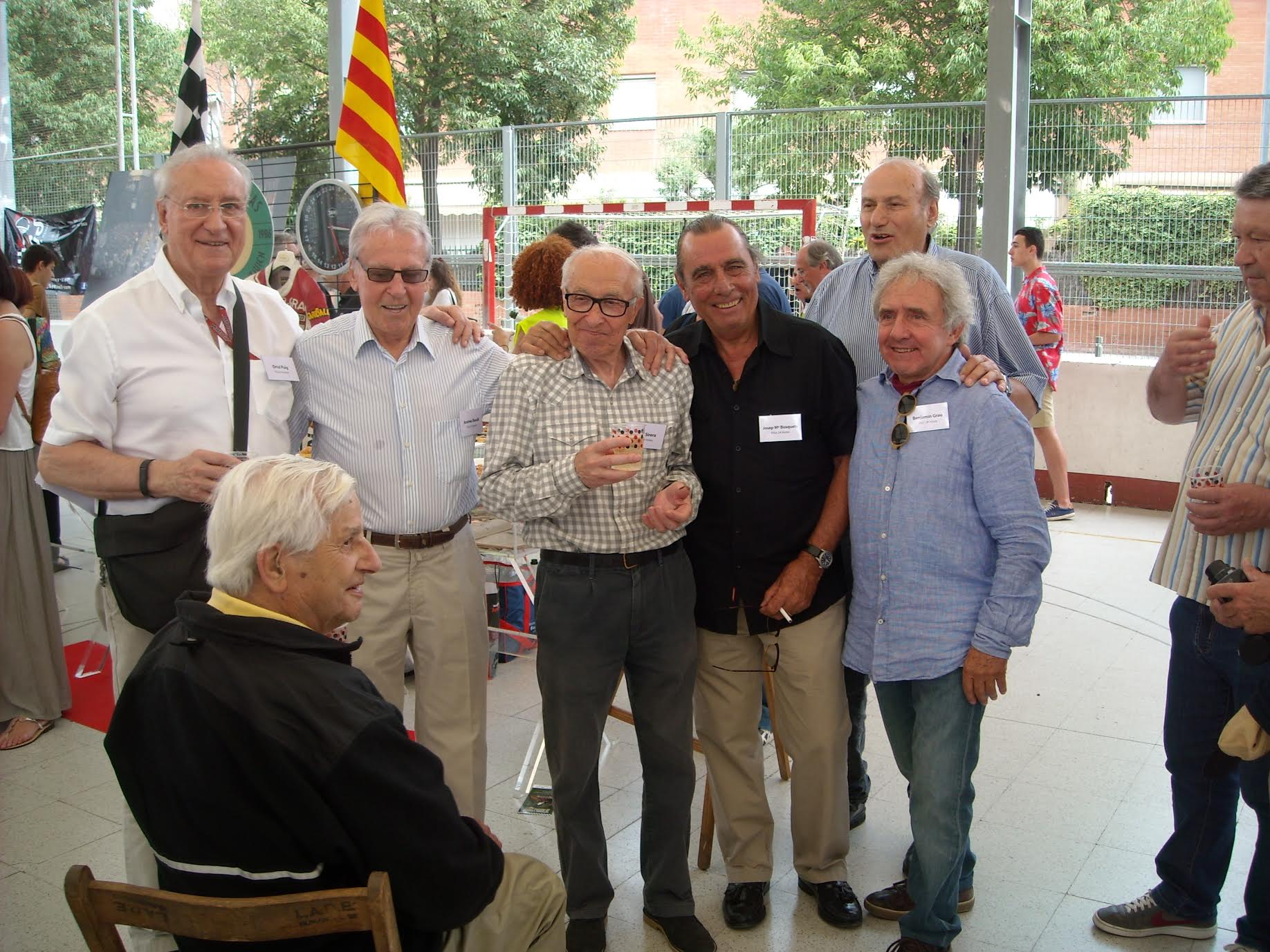
Antiguos participantes en las 24 Horas, durante la II Llotja del Vehicle Clàssic de Mollet (2015)

Entre julio del 2012 y septiembre de 2013, el Museo de la Moto de Barcelona organizó una exposición monográfica temporal dentro de sus instalaciones, denominada «Las 24 Horas de Montjuïc» , en la que se podía admirar una muestra de modelos históricos que habían participado en la carrera, desde las primeras ediciones hasta las últimas. Hay destacaba una selección de modelos ganadores de la carrera a lo largo de su historia, situada en la sala central del museo, completada con numeroso material relacionado con la carrera, desde medallas, trofeos, recortes de prensa y carteles de la prueba hasta ranas y equipamiento diverso empleado por los pilotos y equipos participantes.
Durante la II Lonja del Vehículo Clásico de Mollet, organizada por el Museo Isern de la Moto del 13 al 14 de junio de 2015 en Mollet del Vallès, se montó una exposición dedicada a las 24 Horas de Montjuïc que incluía documentos y vehículos históricos. El evento contó con la presencia de muchos de los pilotos ganadores de la prueba y de otros que participaron a lo largo de la historia.

## Protagonistas

### El circuito

El Circuito de Montjuïc

El Circuito de Montjuïc constaba de dos sectores totalmente opuestos: primero había una bajada con curvas lentas, todos ellos conocidos popularmente por su nombre ( "Ángulo Miramar", "Ciega", "Rosaleda", Font del Gat, Teatro Griego, "Vías" y "Guardia Urbana") y se enlazaba después con una subida de curvas rápidas ( "Pérgola", "Contrapèrgola", Pueblo Español y "San Jorge"). Además, se añadió una chicane pasada la recta del Estadio, antes del ángulo de Miramar (que fue eliminado después de las obras previas a las Olimpiadas de Barcelona 92).

### Accidentes mortales
Las 24 Horas acumularon a lo largo de su historia un trágico balance de víctimas mortales que acabaron provocando su final. Esta es la lista:
- Conrad Cadirat (1959)
- Pere Bernaus (1966)
- El inglés Gerald Bunting y el alemán Peter Strauss[11] (1970)
- Francesc Cufí (1973)
- Soldado de Cruz Roja Joan Gálvez Ferrándiz (1981)
- El alemán Niklaus Rück (1985)
- Mingo Parés (1986)

Hay que mencionar también la muerte de Mariano Vilagrasa en 1956, ya que, a pesar de no haberse producido durante la carrera, tuvo una estrecha relación: fue asesinado de un disparo por un "guardia de parques y jardines" mientras se entrenaba de noche en el circuito, unos días antes de la prueba.

### Ducati

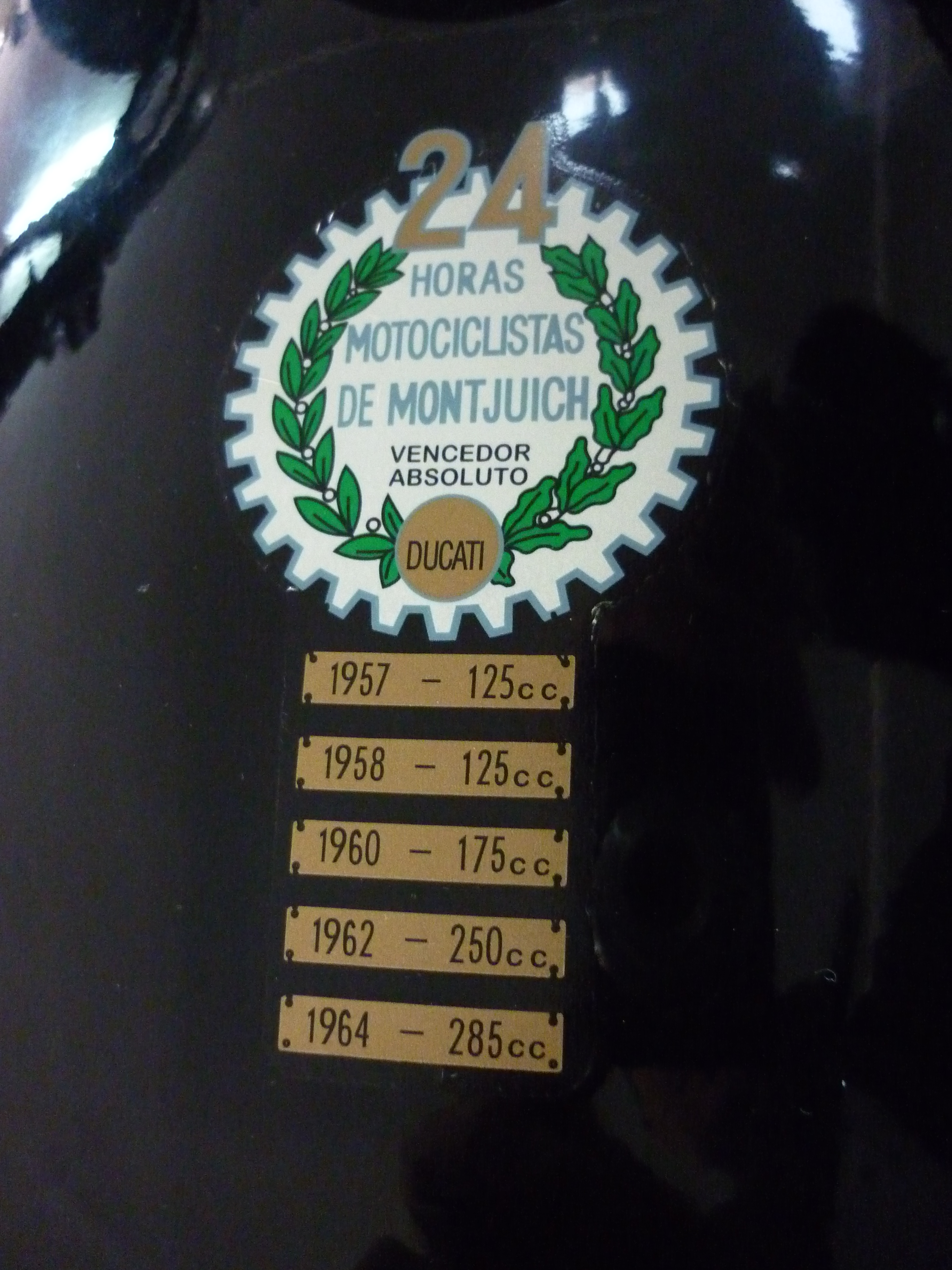
Palmarés de Ducati en la carrera hasta 1964

El fabricante de motocicletas que tiene más relación con las 24 Horas es sin duda Ducati. A mediados de los años 50 la marca italiana tenía intención de meterse en el mundo de las carreras y, siguiendo la idea de Fabio Taglioni (un joven ingeniero apasionado de la competición), la empresa se propuso de desarrollar una moto capaz de ganar y, al mismo tiempo, ser producida en serie. Nacía así en 1955 la  Ducati Gran Sport , más conocida como Marianna.
A pesar de que Ducati participó en Montjuic desde sus inicios, no fue hasta que lo hizo con la Marianna (en 1957) que empezó a triunfar. Aquel año las tres Ducati ocuparon las tres primeras posiciones finales y el año siguiente las cinco.
Durante los años siguientes y con diferentes modelos, más evolucionados, Ducati subió al podio en numerosas ocasiones. Incluso, la carrera catalana dio nombre a uno de los modelos más recordados de la marca: la 24 Horas, fabricada en Cataluña por Mototrans entre 1966 y 1974. Este modelo suplía a sus primas italianas (la Mach 1 y la Mark 3) en el mercado estatal, llagándose a exportar al Reino Unido.

### Dave Degens
Aunque las fábricas de motocicletas apostaban llevar a Montjuic, presentando equipos oficiales con todo el apoyo posible, en 1965 fue un piloto privado con una moto artesanal quien se llevó la victoria. Dave Degens era uno de los preparadores de cafe racers más solicitados en el Reino Unido. Los corredores de este tipo de motocicletas preparaban sus prototipos basándose en antiguas motos inglesas y las sometían a grandes transformaciones para que fueran lo más competitivas posible. Degens decidió llevar a Montjuic una de sus creaciones, la Dresda-Triton con motor Norton de 750 cc, ganando la carrera. En 1970 repitió la proeza, esta vez con una Dresda -Triumph.

### Cilindradas
Aunque el inesperado podio logrado por Benjamín Grau y Juan Bordons en 1972 con una Bultaco de 360 cc, el tiempo de las motos de menos de 500 cc tocaba ya a su fin. En 1974 la victoria fue para el equipo francés Godier - Genoud con una Kawasaki 900 y el año siguiente ningún equipo que optara a la victoria presentaba ya máquinas de menos de 750 cc (Honda, Japauto, Kawasaki, BMW, Laverda y Ducati inscribieron motocicletas de entre 750 y 1000 cc).

### Benjamín Grau
Benjamín Grau es quizás el piloto más recordado de todos los que participaron en la carrera. Con siete victorias entre 1972 y 1986 (seis con Ducati y una con Bultaco), ganó el apelativo de Rey de Montjuic. Junto con Salvador Cañellas formó uno de los mejores tándems de la historia de las 24 Horas, ganando en 1973 y 1975.
Esta última fue justamente una de las ediciones más apasionantes y disputadas: Kawasaki presentaba nueve motos, Ducati cinco, Honda y Japauto diez, BMW y Laverda cinco cada una, además de las Norton, Triumph, Guzzi, Dresda, Montesa, OSSA y Bultaco. En un emparejamiento de última hora, Grau formó equipo con Cañellas y tomaron la salida desde las últimas posiciones, con una Ducati. En solo una hora se pusieron al frente de la carrera y rodaron las restantes veintitrés con dominio absoluto, consiguiendo una recordada victoria.

## Palmarés
| Año                                         | Equipo ganador                                 | Motocicleta                      | Motocicleta | Motocicleta | Estadísticas | Estadísticas | Estadísticas |
| Año                                         | Equipo ganador                                 | Marca                            | Motor       | cil.        | Vueltas      | Km           | Km/h         |
| ------------------------------------------- | ---------------------------------------------- | -------------------------------- | ----------- | ----------- | ------------ | ------------ | ------------ |
| 1955                                        | Juan Soler Bultó Josep Maria Llobet, "Turuta"  | Montesa 125                      | 2T          | 1           | 510          | 1.935,922    | 80,663       |
| 1956                                        | Juan Elizalde Arturo Elizalde                  | Montesa 142                      | 2T          | 1           | 549          | 2.082,266    | 86,761       |
| 1957                                        | Alberto Gandossi Bruno Spaggiari               | Ducati Sport 125                 | 4T          | 1           | 588          | 2.228,902    | 92,870       |
| 1958                                        | Giuseppe Mandolini Paolo Maranghi              | Ducati 125                       | 4T          | 1           | 586          | 2.224,736    | 92,697       |
| 1959                                        | Bruce Daniels Peter Darvill                    | BMW 600                          | 4T          | 2           | 585          | 2.220,836    | 92,534       |
| Copa FIM de resistencia                     |                                                |                                  |             |             |              |              |              |
| 1960                                        | Francesco Villa Alfredo Balboni                | Ducati 175                       | 4T          | 1           | 603          | 2.288,654    | 95,364       |
| 1961                                        | Norman Price Peter Darvill                     | BMW 600                          | 4T          | 2           | 613          | 2.325,500    | 96,897       |
| 1962                                        | Ricardo Fargas Enzo Rippa                      | Ducati 250                       | 4T          | 1           | 591          | 2.243,722    | 93,488       |
| 1963                                        | Jordi Sirera Enrique Sirera                    | Montesa 250                      | 2T          | 1           | 620          | 2.353,251    | 98,052       |
| 1964                                        | Bruno Spaggiari Giuseppe Mandolini             | Ducati 285                       | 4T          | 1           | 635          | 2.407,062    | 100,293      |
| 1965                                        | Dave Degens Rex Butcher                        | Dresda-Triton (Motor Norton 650) | 4T          | 2           | 631          | 2.395,244    | 99,801       |
| 1966                                        | José María Busquets Francesco Villa            | Montesa 250                      | 2T          | 1           | 646          | 2.499,140    | 102,047      |
| 1967                                        | Carles Giró Luis Yglesias                      | OSSA 230                         | 2T          | 1           | 662          | 2.511,903    | 104,663      |
| 1968                                        | Joan Antoni Rodés Ricardo Fargas               | Laverda 750                      | 4T          | 2           | 635          | 2.407,062    | 100,431      |
| 1969                                        | Salvador Cañellas Carles Rocamora              | Bultaco 360                      | 2T          | 1           | 684          | 2.593,267    | 108,052      |
| 1970                                        | Dave Degens Ian Goddard                        | Dresda 650                       | 4T          | 2           | 656          | 2.489,202    | 103,716      |
| 1971                                        | Augusto Brettoni Sergio Angiolini              | Laverda 750                      | 4T          | 2           | 687          | 2.605,948    | 108,581      |
| 1972                                        | Juan Bordons Benjamín Grau                     | Bultaco 360                      | 2T          | 1           | 689          | 2.611,745    | 108,965      |
| 1973                                        | Salvador Cañellas Benjamín Grau                | Ducati 860                       | 4T          | 2           | 720          | 2.730,667    | 113,777      |
| 1974                                        | Georges Godier Alain Genoud                    | Kawasaki 900                     | 4T          | 4           | 712          | 2.698,942    | 112,572      |
| 1975                                        | Salvador Cañellas Benjamín Grau                | Ducati 900                       | 4T          | 2           | 731          | 2.770,965    | 115,455      |
| Campeonato de Europa de resistencia         |                                                |                                  |             |             |              |              |              |
| 1976                                        | Stan Woods Charlie Williams                    | Honda 941                        | 4T          | 4           | 747          | ?            | 117,983      |
| 1977                                        | Christian Huguet Penti Korhonen                | Honda 997                        | 4T          | 4           | 760          | ?            | 120,005      |
| 1978                                        | Christian Léon Jean-Claude Chemarin            | Honda 998                        | 4T          | 4           | 763          | ?            | 120,521      |
| 1979                                        | Christian Léon Jean-Claude Chemarin            | Honda 998                        | 4T          | 4           | 773          | 2.930,173    | 122,176      |
| Campeonato Mundial de Resistencia de la FIM |                                                |                                  |             |             |              |              |              |
| 1980                                        | José María Mallol Alejandro Tejedo             | Ducati 900                       | 4T          | 2           | 757          | ?            | 119,708      |
| 1981                                        | Raymond Roche Jean Lafond                      | Kawasaki 1000                    | 4T          | 4           | 777          | ?            | 122,838      |
| 1982                                        | Christian Berthod Jean Monnin Marc Granié      | Kawasaki 1000                    | 4T          | 4           | 735          | ?            | 116,089      |
| No puntuable para el campeonato del mundo   |                                                |                                  |             |             |              |              |              |
| 1983                                        | Benjamín Grau Quique De Juan Luis Miguel Reyes | Ducati 750                       | 4T          | 1           | 708          | ?            | 111,824      |
| 1984                                        | Benjamín Grau Joan Garriga Luis Miguel Reyes   | Ducati 750                       | 4T          | 2           | 721          | ?            | 113,877      |
| 1985                                        | Benjamín Grau Quique De Juan Joan Garriga      | Ducati 750                       | 4T          | 2           | 730          | ?            | 115,299      |
| 1986                                        | Benjamín Grau Joan Garriga Carlos Cardús       | Ducati 850                       | 4T          | 2           | 747          | ?            | 117,984      |